# شاندرا نورث
شاندرا نورث (بالإنجليزية: Chandra North)‏ هي عارضة أمريكية، ولدت في 31 يوليو 1973 في دالاس في الولايات المتحدة.

## وصلات خارجية
- شاندرا نورث على موقع IMDb (الإنجليزية)
- شاندرا نورث على موقع كينوبويسك (الروسية)
- شاندرا نورث على موقع دليل عارضات الأزياء (الإنجليزية)